# Acacia verticillata
Acacia verticillata är en ärtväxtart som först beskrevs av L'her., och fick sitt nu gällande namn av Carl Ludwig von Willdenow. Acacia verticillata ingår i släktet akacior, och familjen ärtväxter.

## Underarter
Arten delas in i följande underarter:
- A. v. cephalantha
- A. v. ovoidea
- A. v. ruscifolia
- A. v. verticillata
- A. v. robusta
- A. v. ulicina

## Bildgalleri

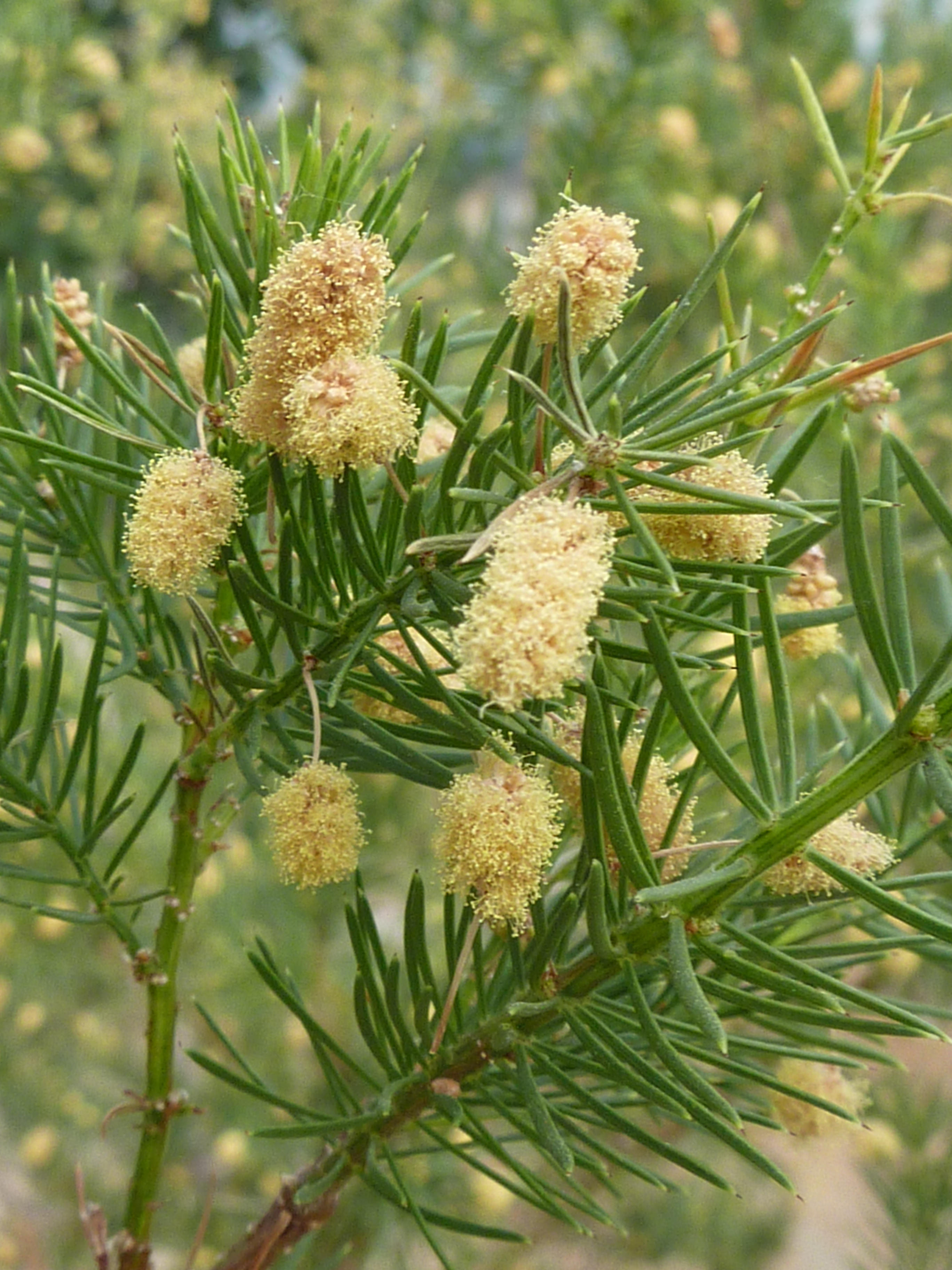
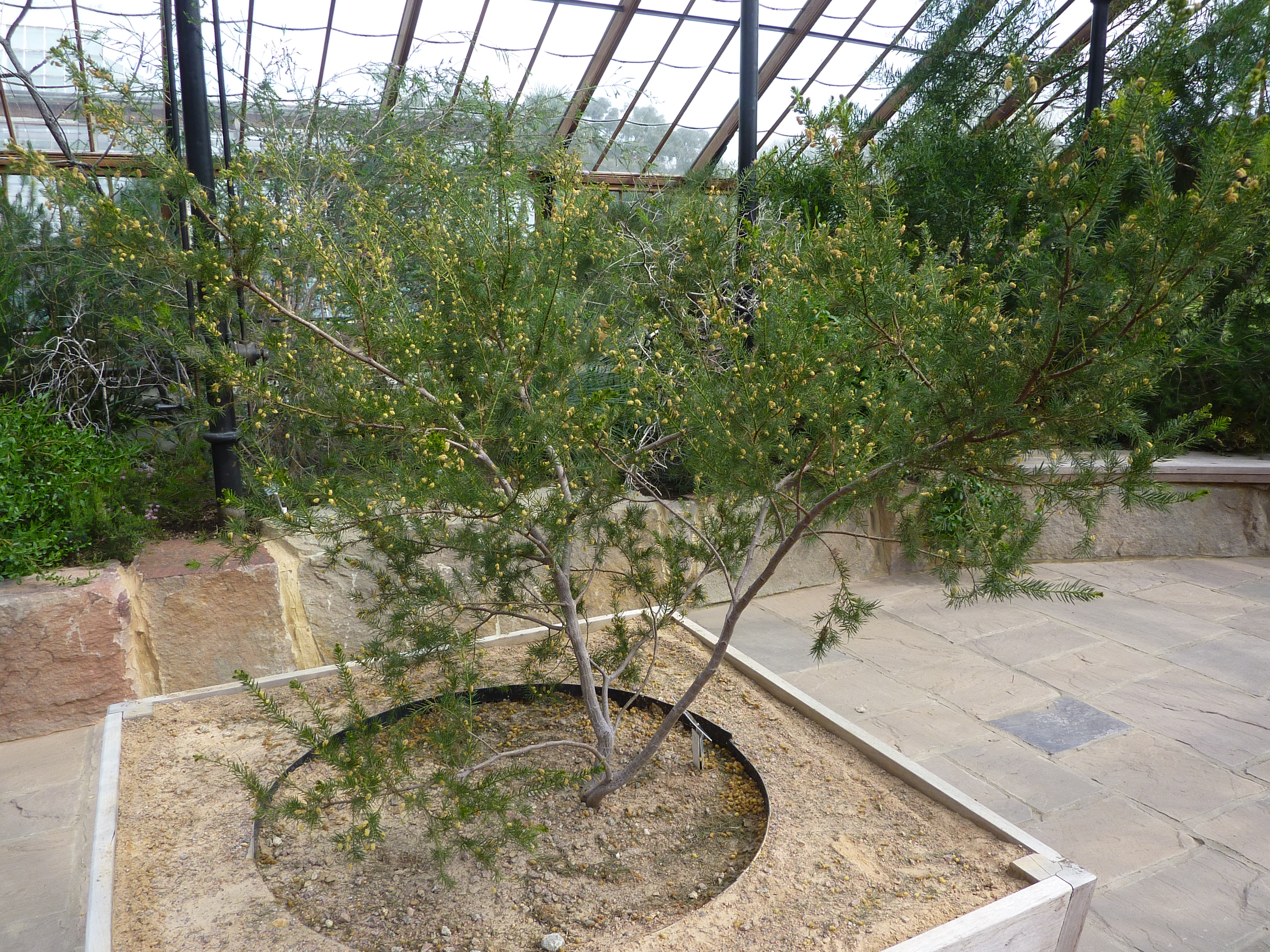
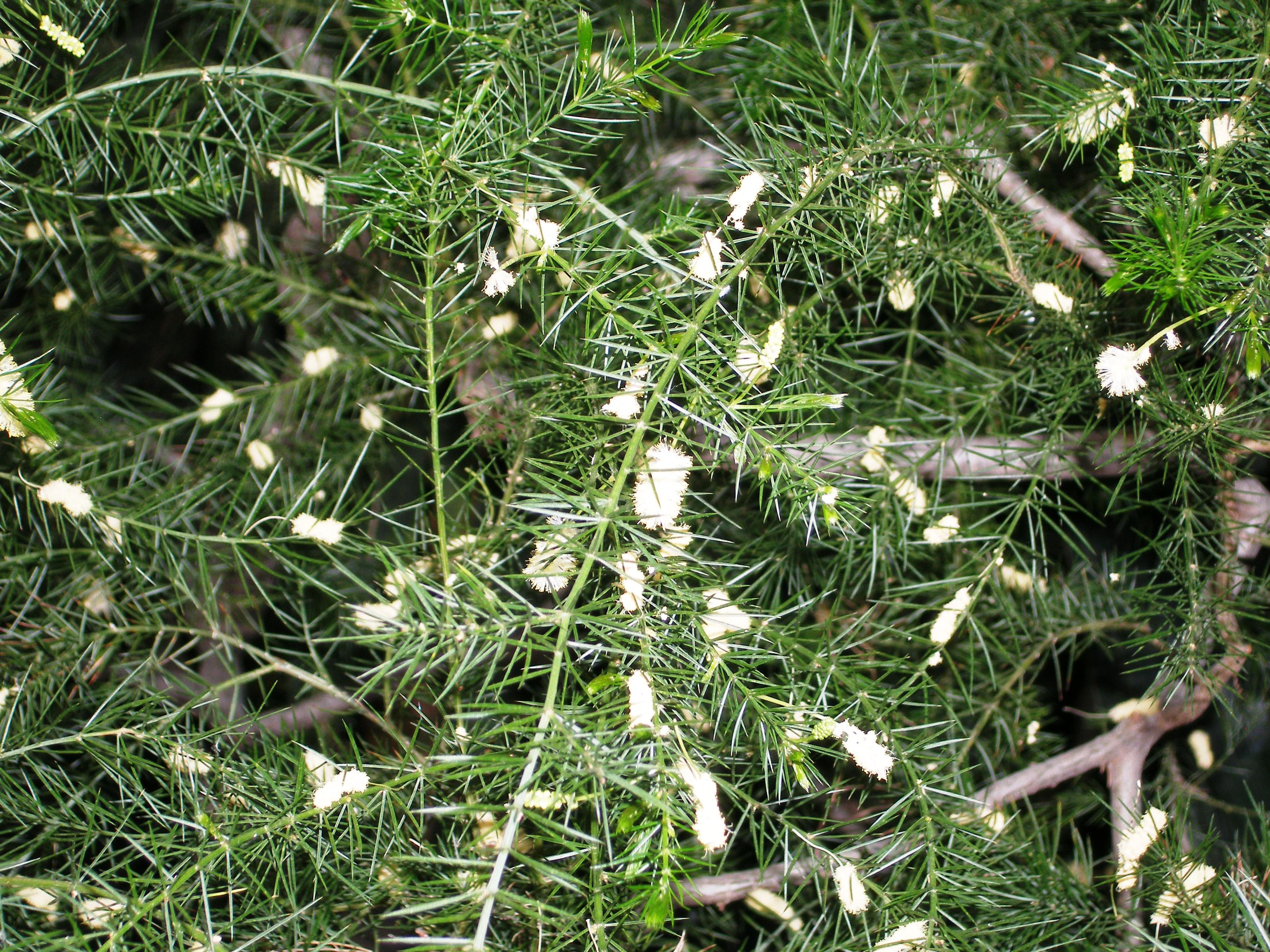